# Rubens Bertogliati
Rubens Bertogliati (Lugano, 9 maggio 1979) è un dirigente sportivo ed ex ciclista su strada svizzero, professionista dal 2000 al 2012.

## Carriera
Da giovanissimo si interessa agli sport di resistenza, dal ciclismo, alla corsa, allo sci di fondo. Si iscrive a dodici anni al Velo Club Lugano e comincia a fare le prime corse, con buoni risultati.
Nel 2000 passa al professionismo tra le file della formazione italiana Lampre-Daikin. Nel 2002 vince il Gran Premio di Chiasso e la prima tappa del Tour de France in Lussemburgo, vestendo anche la maglia gialla di leader della generale per due giorni. Nel 2004 passa alla squadra spagnola Saunier Duval-Prodir, rimanendovi per cinque anni. Firma quindi per disputare la stagione 2009 con la Teltek H²0, neonata squadra lussemburghese; tuttavia, dopo che il team non ha ottenuto la licenza per correre in gare UCI ProTour, si accasa alla Diquigiovanni di Gianni Savio (divenuta dal 2010 Androni Giocattoli).
Nell'autunno del 2012 conferma il ritiro dall'attività dopo due stagioni con il Team Type 1. Dal 2013 al 2016 ricopre il ruolo di direttore sportivo della squadra World Tour svizzera IAM Cycling. Dal 2019 è invece Performance Trainer per la formazione World Tour emiratina UAE Emirates. Nel 2022 diventa manager per la formazione femminile affiliata UAE ADQ per tornare nella squadra maschile nel 2023 a rivestire lo stesso ruolo. Lascia il team a fine 2023.

## Palmarès
- 2002

Gran Premio di Chiasso
1ª tappa Tour de France (Lussemburgo > Lussemburgo)
- 2009

Campionati svizzeri, Prova a cronometro
- 2010

Campionati svizzeri, Prova a cronometro

## Piazzamenti

### Grandi Giri
- Giro d'Italia

2004: 52º
2007: ritirato (15ª tappa)
2009: 68º
2010: 66º
- Tour de France

2001: 140º
2002: 138º
2005: 92º
2008: ritirato con la squadra
- Vuelta a España

2003: 154º

## Riconoscimenti
- Premio speciale del Velo Club Mendrisio nel 2012